# Nuraghe Genna Maria
Il nuraghe Genna Maria è un sito archeologico situato nel comune di Villanovaforru, nella provincia del Medio Campidano.

## Descrizione

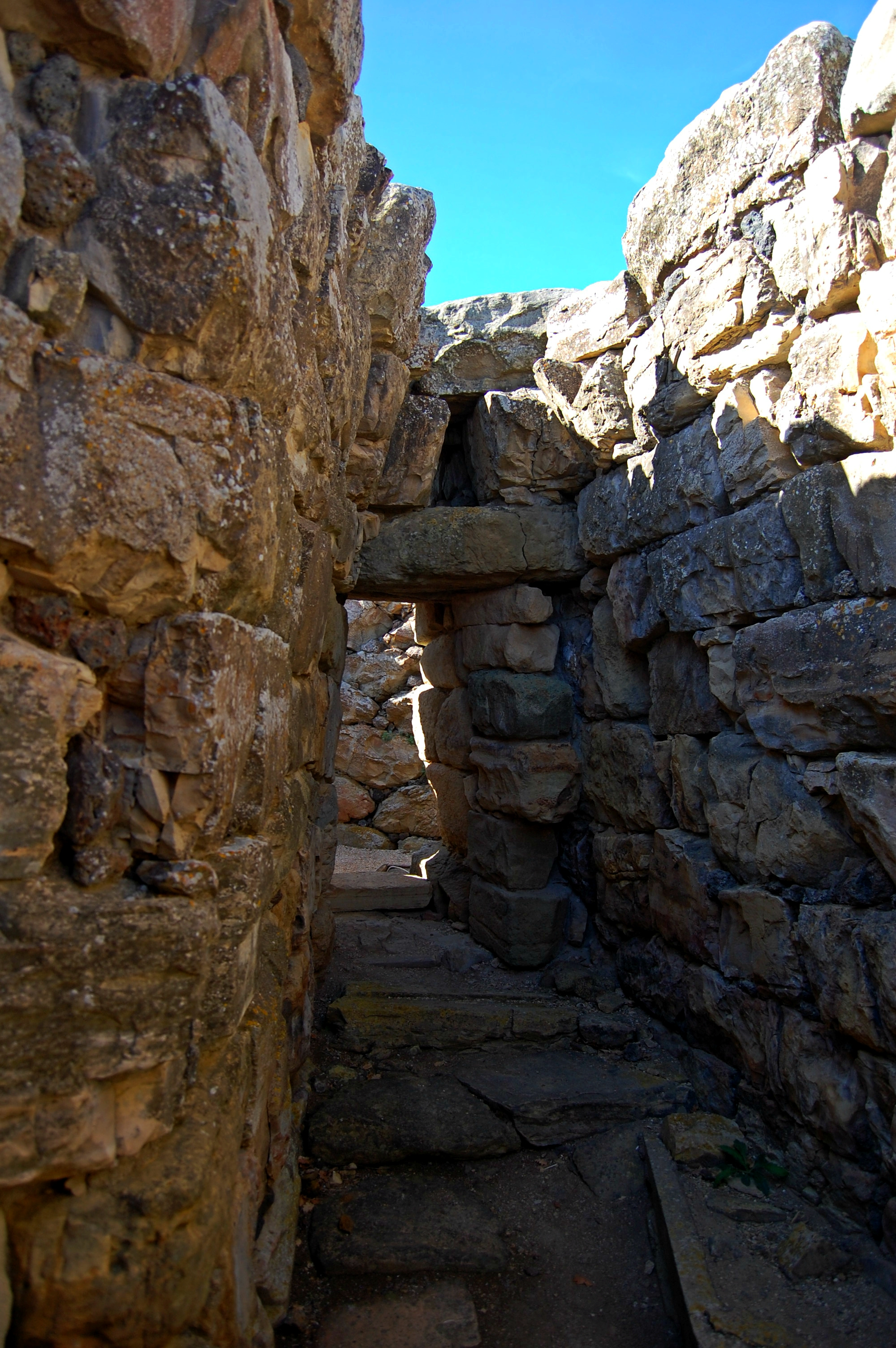
Ingresso torre

Si trova sulla sommità di un colle della Marmilla. La struttura è di tipo complesso, formata da una torre centrale originaria, edificata nella media età del bronzo, a cui si aggiunsero in seguito altre quattro torri e un bastione. Una delle quattro torri venne successivamente sacrificata durante un ulteriore intervento edilizio che vide presumibilmente anche l'edificazione del possente antemurale di forma esagonale.
Nella prima età del ferro nel sito si sviluppò un nuovo villaggio.